# Équipe d'Angleterre de hockey sur gazon
L'équipe d'Angleterre de hockey sur gazon est la sélection des meilleurs joueurs anglais de hockey sur gazon.

## Palmarès
| Jeux olympiques - 1908 : Coupe du monde - 1973 : 6e - 1975 : 6e - 1978 : 7e - 1982 : 9e - 1986 : 2e - 1990 : 5e - 1994 : 7e - 1998 : 6e - 2002 : 7e - 2006 : 5e - 2010 : 4e - 2014 : 4e - 2018 : 4e |  | Championnat d'Europe - 1970 : 6e - 1974 : 4e - 1978 : 3e - 1983 : 5e - 1987 : 2e - 1991 : 3e - 1995 : 3e - 1999 : 3e - 2003 : 3e - 2005 : 6e - 2007 : 5e - 2009 : 1er - 2011 : 3e - 2013 : 4e - 2015 : 4e - 2017 : 3e - 2019 : 5e - 2021 : 4e |  | Ligue mondiale - 2012-2014 : 3e - 2016-2017 : 8e |